# Nola ludvigella
Nola ludvigella är en fjärilsart som beskrevs av Müller 1764. Nola ludvigella ingår i släktet Nola och familjen trågspinnare. Inga underarter finns listade i Catalogue of Life.